# Берренджеры
«Берренджеры» (англ. Berrenger's) — американская прайм-тайм мыльная опера, созданная Дианой Гулд, которая транслировалась на NBC в начале 1985 года. Сериал рассказывал о династии Берренджер из Нью-Йорка, которым принадлежал одноименный гламурный универмаг. Сэм Ванамакер исполнил роль главы семейства, трое детей которого претендовали на его состояние. Barneys сыграл роль семейного универмага.
Сериал был произведен по формуле «Даллас» и «Династия», где богатые и красивые персонажи играли властью и деньгами. Произвел сериал Lorimar Television, выпустивший «Даллас», «Тихая пристань» и «Фэлкон Крест». В дополнении к основной семье сериал наподобие «Тихой пристани» пытался демонстрировать и рабочий класс, в первую очередь работников универмага, что стало проблемой для сериала. Сериал был закрыт после одного сезона не выдержав конкуренции. The New York Times на момент его закрытия высказал мысль, что причиной провала стало перенасыщение эфира прайм-тайм мыльными операми. Ранее в том же сезоне провалился «Бумажные куклы».